# Piso de tacos

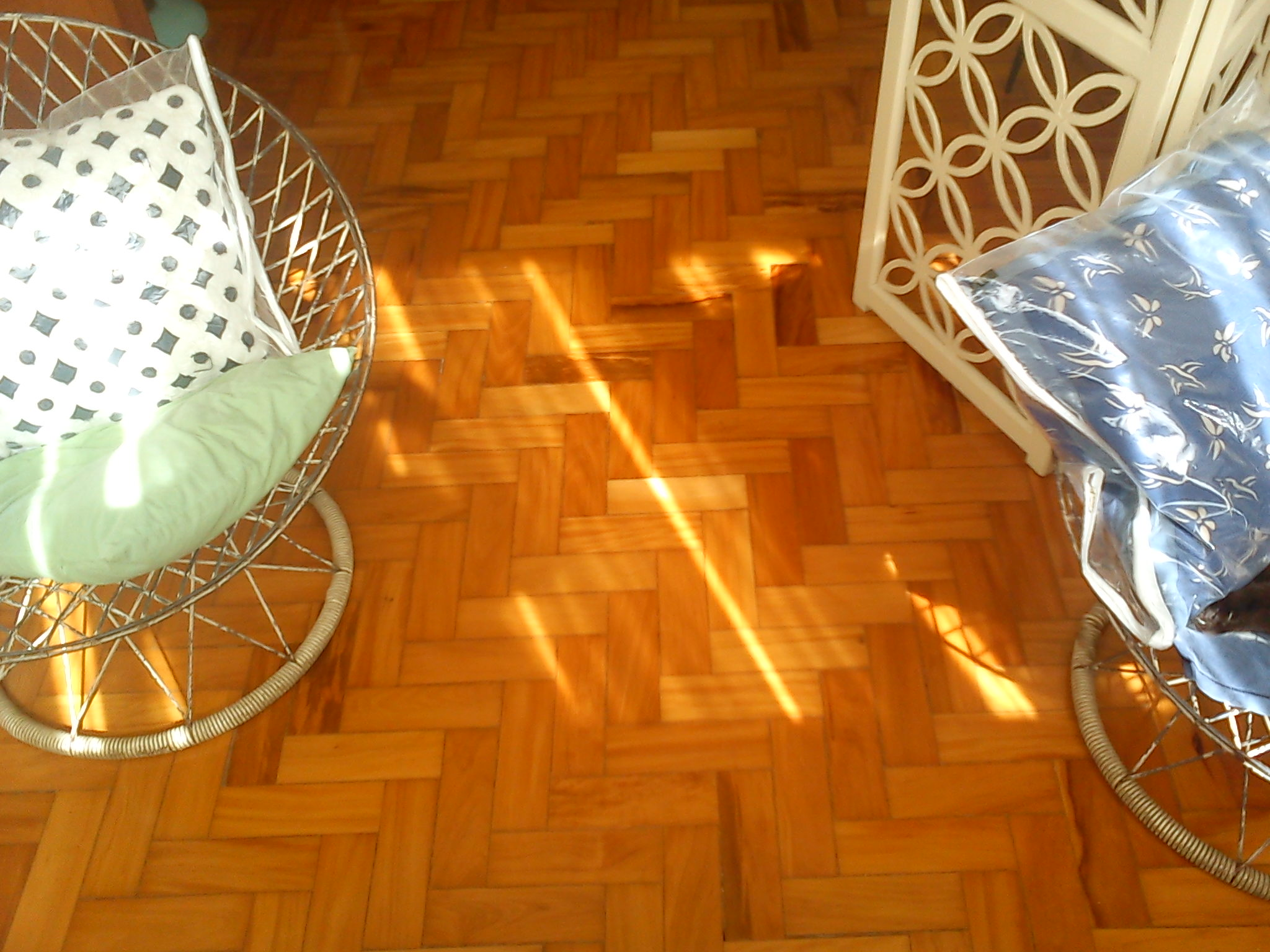

O piso de tacos, também conhecido como parquet, é uma variante de piso de madeira que foi muito utilizado no Brasil entre as décadas de 50 e 60. Ele se configura a partir do arranjo geométrico das tábuas dispostas de maneira organizada para formar uma superfície lisa. Para construir um piso de tacos é necessário algumas qualidades da madeira que está sendo utilizada no processo, a madeira seca precisa estar livre de defeitos visíveis, (como rachaduras, empenamentos, manchas e colapso) deve apresentar mínima variação no teor de umidade, tanto dentro da peça como entre as peças e também estar livre de tensões residuais da secagem. Os tacos devem ser construídos em cima de um contrapiso de cimento que serve de suporte para a fixação do revestimento de madeira.